# Voitsberg (distrito)
| Distrito de Voitsberg                                     |                                          |
| Estado                                                    | Estíria                                  |
| Capital                                                   | Voitsberg                                |
| Área                                                      | 679 km²                                  |
| População                                                 | 51.161 habitantes (1 de janeiro de 2019) |
| Densidade                                                 | 75 hab./km²                              |
| Website                                                   | Site oficial                             |
| Localização de Distrito de Voitsberg no estado de Estíria |                                          |
|                                                           |                                          |

Voitsberg (em alemão: Bezirk Voitsberg) é um distrito da Áustria, localizado no estado da Estíria.

## Cidades e municípios
Voitsberg possui 15 municípios, sendo 3 com estatuto de cidade, 5 com direito de mercado (Marktgemeinde) e o restante municípios comuns.

### Cidade
- Bärnbach
- Köflach
- Voitsberg

### Mercados (Marktgemeinde)
- Edelschrott
- Ligist
- Maria Lankowitz
- Mooskirchen
- Stallhofen

### Municípios
- Geistthal-Södingberg
- Hirschegg-Pack
- Kainach bei Voitsberg
- Krottendorf-Gaisfeld
- Rosental an der Kainach
- Sankt Martin am Wöllmißberg
- Söding-Sankt Johann